# 诺罗布·阿勒坦呼亚格
诺罗布·阿勒坦呼亚格（發音：[nɔrɔwíɴ áɬtʰəɴχʊɪq]；1958年1月20日—）蒙古族，今蒙古国乌布苏省乌兰固木人，蒙古国政治家。

## 生平
1958年1月20日，阿勒坦呼亚格生于蒙古乌布苏省乌兰固木。1976年毕业于乌布苏省乌兰固木十年制中学。1981年毕业于蒙古国立大学生物、物理教师专业。1981年到1990年，任蒙古国立大学教师。1990年起，历任蒙古社会民主党书记、总书记。1996年到2000年，当选国家大呼拉尔委员。1998年到1999年，任蒙古国农牧业与工业部长，2004年到2006年，任蒙古国财政部长。2008年至2012年，当选为国家大呼拉尔委员，并担任蒙古国第一副总理。2001年至2003年，任民主党秘书长。2008年至2014年，任民主党主席。2012年至2016年，当选为国家大呼拉尔委员。
2012年6月28日，民主党在国家大呼拉尔选举中获得相对多数席位。同年7月底，民主党、公民意志绿党、蒙古人民革命党、蒙古民族民主党组成的“正义联盟”签订了联合组阁协议。蒙古人民党则成为反对党。2012年8月9日，国家大呼拉尔全会通过决议，任命民主党主席、国家大呼拉尔委员阿勒坦呼亚格为新一届政府总理。任至2014年。
2016年，曾参加民主党主席选举，但未能当选。

## 家庭
家庭人口7人，同妻子和5个孩子一起生活。